# 西陵寺镇
西陵寺镇，是中华人民共和国河南省商丘市睢县下辖的一个乡镇级行政单位。

## 行政区划
西陵寺镇下辖以下地区：
东村、南村、北村、邢堂村、康河村、庞屯村、胡吉屯村、庞庄村、朱王村、芳李村、马河村、金陵村、王和村、安庄村、碱场村、李天西村、牛李村、榆北村、榆南村、刘屯村、曹庄村、杜公村、朱屯村、耿庄村、后赵村、金屯村、杨拐村、孟楼村、关帝村、土楼村和罗庄村。